# Vulpes vulpes tschiliensis
Vulpes vulpes tschiliensis es una subespecie de  mamíferos carnívoros  de la familia Canidae.

## Distribución geográfica
Se encuentra al noreste de la China.